# Vignague
Die Vignague ist ein Fluss in Frankreich, der im Département Gironde in der Region Nouvelle-Aquitaine verläuft. Sie entspringt im Gemeindegebiet von Soussac, entwässert generell Richtung Südwest bis Süd und mündet nach rund 25 Kilometern im Gemeindegebiet von Morizès als rechter Nebenfluss in den Dropt.

## Orte am Fluss
- Soussac
- Cleyrac
- Sauveterre-de-Guyenne
- Saint-Félix-de-Foncaude
- Saint-Exupéry
- Morizès